# Фінал кубка Англії з футболу 1911
Фінал кубка Англії з футболу 1911 — 40-й фінал найстарішого футбольного кубка у світі. Учасниками фіналу були «Бредфорд Сіті» і «Ньюкасл Юнайтед». Володарем кубкового трофею став «Бредфорд Сіті».
Фінальна гра, яка була проведена 22 квітня 1911 року, завершилася з нічийним рахунком 0:0.
Відповідно до регламенту змагання 26 квітня 1911 року було проведене перегравання, в якому сильнішою виявилася команда із Бредфорда, яка здобула перемогу 1:0.

## Шлях до фіналу
| «Бредфорд Сіті»   | «Бредфорд Сіті» | «Бредфорд Сіті»          | Раунд           | «Ньюкасл Юнайтед»  | «Ньюкасл Юнайтед» | «Ньюкасл Юнайтед»                       |
| ----------------- | --------------- | ------------------------ | --------------- | ------------------ | ----------------- | --------------------------------------- |
| Суперник          | Результат       | Матчі                    |                 | Суперник           | Результат         | Матчі                                   |
| «Нью Бромптон»    | 1—0             | 1—0 на виїзді            | Перший раунд    | «Бері»             | 6—1               | 6—1 вдома                               |
| «Норвіч Сіті»     | 2—1             | 2—1 вдома                | Другий раунд    | «Нортгемптон Таун» | 1—1               | 1—1 вдома, 1—0 на виїзді (перегравання) |
| «Грімсбі Таун»    | 1—0             | 1—0 вдома                | Третій раунд    | «Галл Сіті»        | 3—2               | 3—2 вдома                               |
| «Бернлі»          | 1—0             | 1—0 вдома                | Четвертий раунд | «Дербі Каунті»     | 4—0               | 4—0 вдома                               |
| «Блекберн Роверз» | 3—0             | 3—0 на нейтральному полі | 1/2 фіналу      | «Челсі»            | 3—0               | 3—0 на нейтральному полі                |

## Матч
| 22 квітня 1911 |

| Бредфорд Сіті | 0:0      | Ньюкасл Юнайтед |
| ------------- | -------- | --------------- |
|               | Протокол |                 |

| Крістал Пелес, Лондон Глядачів: 69 068 Арбітр: Джон Пірсон |

|  |  |

|                  |  |                   |  |
|                  |  |                   |  |
| В                |  | Марк Меллорс      |  |
| З                |  | Роберт Кемпбелл   |  |
| З                |  | Девід Тейлор      |  |
| ПЗ               |  | Джордж Робінсон   |  |
| ПЗ               |  | Віллі Гілді       |  |
| ПЗ               |  | Джиммі Макдональд |  |
| Н                |  | Пітер Логан       |  |
| Н                |  | Джиммі Спейрс (к) |  |
| Н                |  | Франк О'Рурк      |  |
| Н                |  | Арчі Девайн       |  |
| Н                |  | Франк Томпсон     |  |
| Головний тренер: |  |                   |  |
| Пітер О'Рурк     |  |                   |  |

|                    |  |                 |  |
|                    |  |                 |  |
| В                  |  | Джиммі Лоуренс  |  |
| З                  |  | Білл Маккрейкен |  |
| З                  |  | Тоні Вайтсон    |  |
| ПЗ                 |  | Колін Вейтч (к) |  |
| ПЗ                 |  | Вілф Лоу        |  |
| ПЗ                 |  | Девід Вілліс    |  |
| Н                  |  | Джок Ратерфорд  |  |
| Н                  |  | Джок Джоубі     |  |
| Н                  |  | Джеймс Стюарт   |  |
| Н                  |  | Сенді Хіггінс   |  |
| Н                  |  | Джордж Вілсон   |  |
| Головний тренер:   |  |                 |  |
| Комітет директорів |  |                 |  |

## Перегравання
| 26 квітня 1911 |

| Бредфорд Сіті | 1:0      | Ньюкасл Юнайтед |
| ------------- | -------- | --------------- |
| Спейрс 15'    | Протокол |                 |

| Олд-Траффорд, Манчестер Глядачів: 66 646 Арбітр: Джон Пірсон |

|  |  |

|                  |  |                   |  |
|                  |  |                   |  |
| В                |  | Марк Меллорс      |  |
| З                |  | Роберт Кемпбелл   |  |
| З                |  | Девід Тейлор      |  |
| ПЗ               |  | Джордж Робінсон   |  |
| ПЗ               |  | Боб Торренс       |  |
| ПЗ               |  | Джиммі Макдональд |  |
| Н                |  | Пітер Логан       |  |
| Н                |  | Джиммі Спейрс (к) |  |
| Н                |  | Франк О'Рурк      |  |
| Н                |  | Арчі Девайн       |  |
| Н                |  | Франк Томпсон     |  |
| Головний тренер: |  |                   |  |
| Пітер О'Рурк     |  |                   |  |

|                    |  |                 |  |
|                    |  |                 |  |
| В                  |  | Джиммі Лоуренс  |  |
| З                  |  | Білл Маккрейкен |  |
| З                  |  | Тоні Вайтсон    |  |
| ПЗ                 |  | Колін Вейтч (к) |  |
| ПЗ                 |  | Вілф Лоу        |  |
| ПЗ                 |  | Девід Вілліс    |  |
| Н                  |  | Джок Ратерфорд  |  |
| Н                  |  | Джок Джоубі     |  |
| Н                  |  | Джеймс Стюарт   |  |
| Н                  |  | Сенді Хіггінс   |  |
| Н                  |  | Джордж Вілсон   |  |
| Головний тренер:   |  |                 |  |
| Комітет директорів |  |                 |  |